# Ischnura genei
Ischnura genei (Rambur, 1842) è una damigella appartenente alla famiglia Coenagrionidae.

## Descrizione
Molto simile alla congenere I. elegans, tende ad essere leggermente più piccola di quest'ultima (lunghezza 29-32 mm). I maschi hanno il capo, torace e la base addominale verde. Il resto dell'addome è nero con una caratteristica striscia azzurra sull'ottavo urite. Gli  pterostigmi sono bicolori. Delle femmine sono note due forme di colore: una simile al maschio (androcroma o omeocroma) e un'altra (ginocroma o eterocroma) col torace che muta da rosato a verde pallido.

## Biologia
Il periodo di volo si estende da aprile a settembre. Gli stadi giovanili si sviluppano nell'acqua, mentre l'adulto vive nei pressi di stagni, pozze o corsi d'acqua calmi con abbondante vegetazione.

### Alimentazione
Sono voraci predatori in tutte le fasi del loro sviluppo. Gli adulti cacciano al volo, nutrendosi di zanzare, moscerini e altri piccoli ditteri, mentre le larve si nutrono di piccoli animali acquatici.

### Riproduzione
L'accoppiamento avviene dopo un lungo corteggiamento. La femmina depone le uova in acqua, spesso adese a piante acquatiche.

## Distribuzione e habitat
È un endemismo insulare del Mediterraneo occidentale, presente in Sicilia, Sardegna, Corsica, Malta e in alcune isole minori dell'arcipelago Toscano (Capraia e Giglio).